# Baía de Tombua
Baía de Tombua är en vik i Angola.   Den ligger i provinsen Namibe, i den sydvästra delen av landet, 800 kilometer söder om huvudstaden Luanda.
Trakten runt Baía de Tombua är ofruktbar med lite eller ingen växtlighet. Runt Baía de Tombua är det mycket glesbefolkat, med 2 invånare per kvadratkilometer.